# Markdown
Markdown là một ngôn ngữ đánh dấu với cú pháp văn bản thô, được thiết kế để có thể dễ dàng chuyển thành HTML và nhiều định dạng khác sử dụng một công cụ cùng tên. Nó thường được dùng để tạo các tập tin readme, viết tin nhắn trên các diễn đàn, và tạo văn bản có định dạng bằng một trình biên tập văn bản thô.

## Lịch sử
Năm 2004, cùng với sự giúp đỡ của Aaron Swartz, John Gruber đã tạo ra ngôn ngữ Markdown với mục tiêu tạo ra một định dạng văn bản thô "dễ viết, dễ đọc, dễ dàng chuyển thành XHTML (hoặc HTML).
Markdown dùng các dấu hiệu từ các quy ước cho văn bản thô trong email, như setext - một ngôn ngữ được thiết kế để có thể đọc bình thường mà không phải lục lọi giữa các thẻ định dạng, khác với văn bản trong ngôn ngữ đánh dấu như RTF hay HTML, vốn chứa nhiều thẻ và cú pháp khó đọc. Gruber đã viết một công cụ nhỏ bằng Perl, Markdown.pl, cho phép chuyển đổi đoạn văn bản đã đánh dấu theo chuẩn Markdown sang XHTML hoặc HTML. Tiện ích này có thể dùng một mình, hoặc dùng như là plugin cho Bloxom hoặc Movable Type, hoặc là một bộ lọc cho BBEdit.
Markdown sau đó đã được hoàn thiện thành một module Perl và công bố trên CPAN (Text::Markdown) cũng như trên một vài ngôn ngữ khác. Nó được phân phối theo giấy phép BSD và được nhúng sẵn, hoặc là plugin của một số hệ thống quản lý nội dung. Một số trang web như GitHub, reddit, Diaspora, Stack Exchange, OpenStreetMap, SourceForge cũng sử dụng các biến thể của Markdown trong hệ thống của mình.

## Example
| Văn bản thô sử dụng Markdown | Mã HTML sinh ra khi chuyển đổi | Hiển thị |
| --- | --- | --- |
| Heading ======= ## Sub-heading Paragraphs are separated by a blank line. Two spaces at the end of a line produce a line break. Text attributes _italic_, **bold**, `monospace`. Horizontal rule: --- Bullet list: * apples * oranges * pears Numbered list: 1. wash 2. rinse 3. repeat A [link](http://example.com). ![Image](Image_icon.png) > Markdown uses email-style > characters for blockquoting. Inline <abbr title="Hypertext Markup Language">HTML</abbr> is supported. | <h1>Heading</h1> <h2>Sub-heading</h2> <p>Paragraphs are separated by a blank line.</p> <p>Two spaces at the end of a line<br /> produce a line break.</p> <p>Text attributes <em>italic</em>, <strong>bold</strong>, <code>monospace</code>.</p> <p>Horizontal rule:</p> <hr /> <p>Bullet list:</p> <ul> <li>apples</li> <li>oranges</li> <li>pears</li> </ul> <p>Numbered list:</p> <ol> <li>wash</li> <li>rinse</li> <li>repeat</li> </ol> <p>A <a href="http://example.com">link</a>.</p> <p><img alt="Image" src="Image_icon.png" /></p> <blockquote> <p>Markdown uses email-style &gt; characters for blockquoting.</p> </blockquote> <p>Inline <abbr title="Hypertext Markup Language">HTML</abbr> is supported.</p> | Heading Sub-heading Paragraphs are separated by a blank line. Two spaces at the end of a line produce a line break. Text attributes italic , bold , monospace . Horizontal rule: Bullet list: apples oranges pears Numbered list: wash rinse repeat A link . <figure-inline class="mw-default-size"> </figure-inline> Markdown uses email-style > characters for blockquoting. Inline HTML is supported. |